# Rock Falls (Wisconsin)
Rock Falls es un pueblo ubicado en el condado de Lincoln en el estado estadounidense de Wisconsin. En el Censo de 2010 tenía una población de 618 habitantes y una densidad poblacional de 4,85 personas por km².

## Geografía
Rock Falls se encuentra ubicado en las coordenadas 45°18′52″N 89°44′34″O / 45.31444, -89.74278. Según la Oficina del Censo de los Estados Unidos, Rock Falls tiene una superficie total de 127.34 km², de la cual 123.48 km² corresponden a tierra firme y (3.03%) 3.86 km² es agua.

## Demografía
Según el censo de 2010, había 618 personas residiendo en Rock Falls. La densidad de población era de 4,85 hab./km². De los 618 habitantes, Rock Falls estaba compuesto por el 98.54% blancos, el 0.16% eran afroamericanos, el 0.32% eran amerindios, el 0.16% eran asiáticos, el 0% eran isleños del Pacífico, el 0.16% eran de otras razas y el 0.65% pertenecían a dos o más razas. Del total de la población el 0.32% eran hispanos o latinos de cualquier raza.